# Corridoio Tin Bingha
Il Corridoio Tin Bingha (in inglese: Tin Bingha Corridor, in bengalese: তিনবিঘা করিডর Tinabighā kariḍara, hindi: कोलकता Teen Beegha galiyaara) è una breve strada in territorio indiano del Bengala Occidentale che permette il collegamento tra l'enclave di Dahagram–Angarpota sul fiume Tista nella Divisione di Rangpur, l'ultima rimasta delle enclavi India-Bangladesh e il resto del Bangladesh. La strada ufficialmente si chiama Dahgram Road.

## Storia

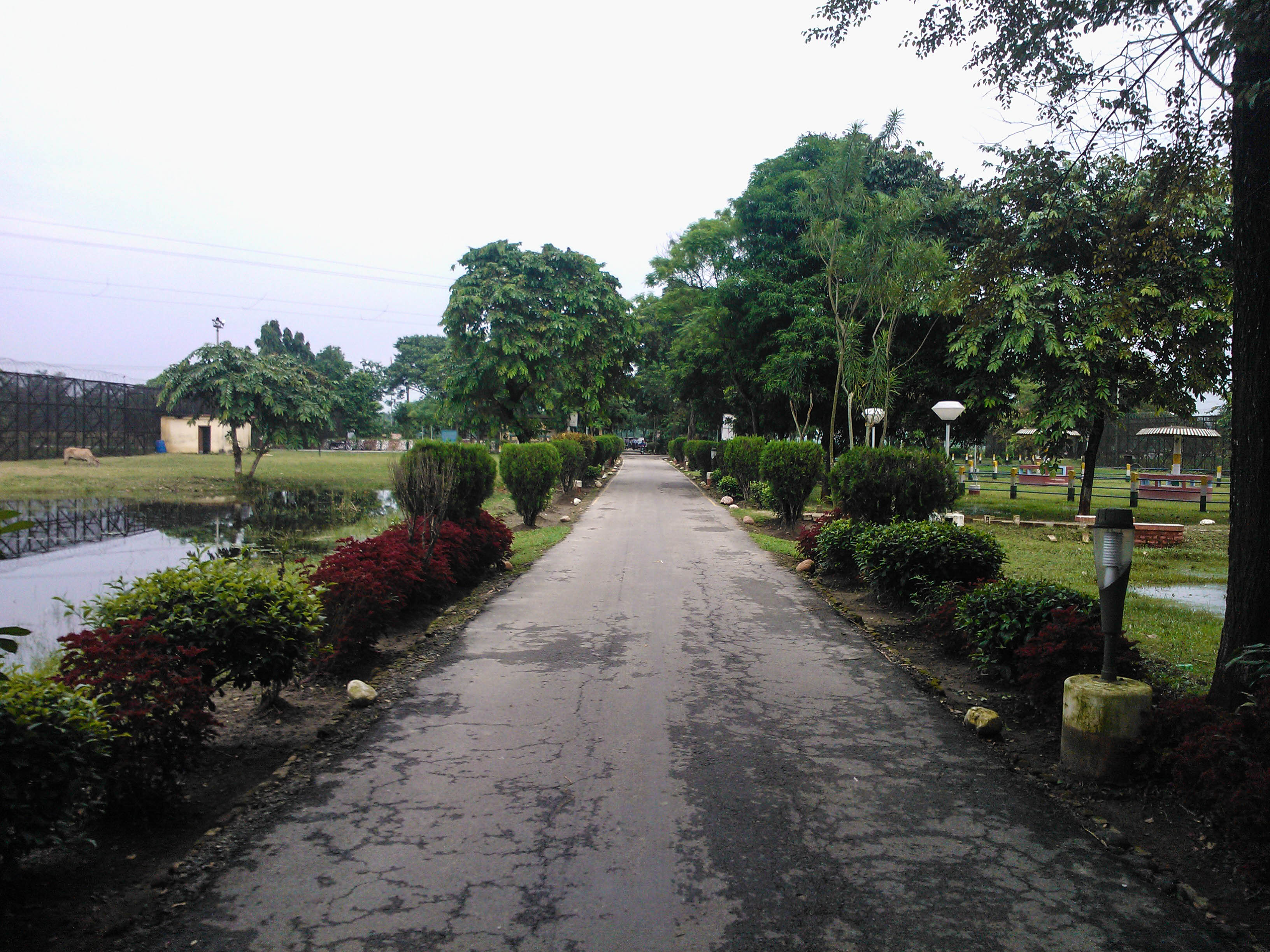
Il Corridoio che collega l'enclave bengalese di Dahgram-Angarpota con il resto del Bangladesh.

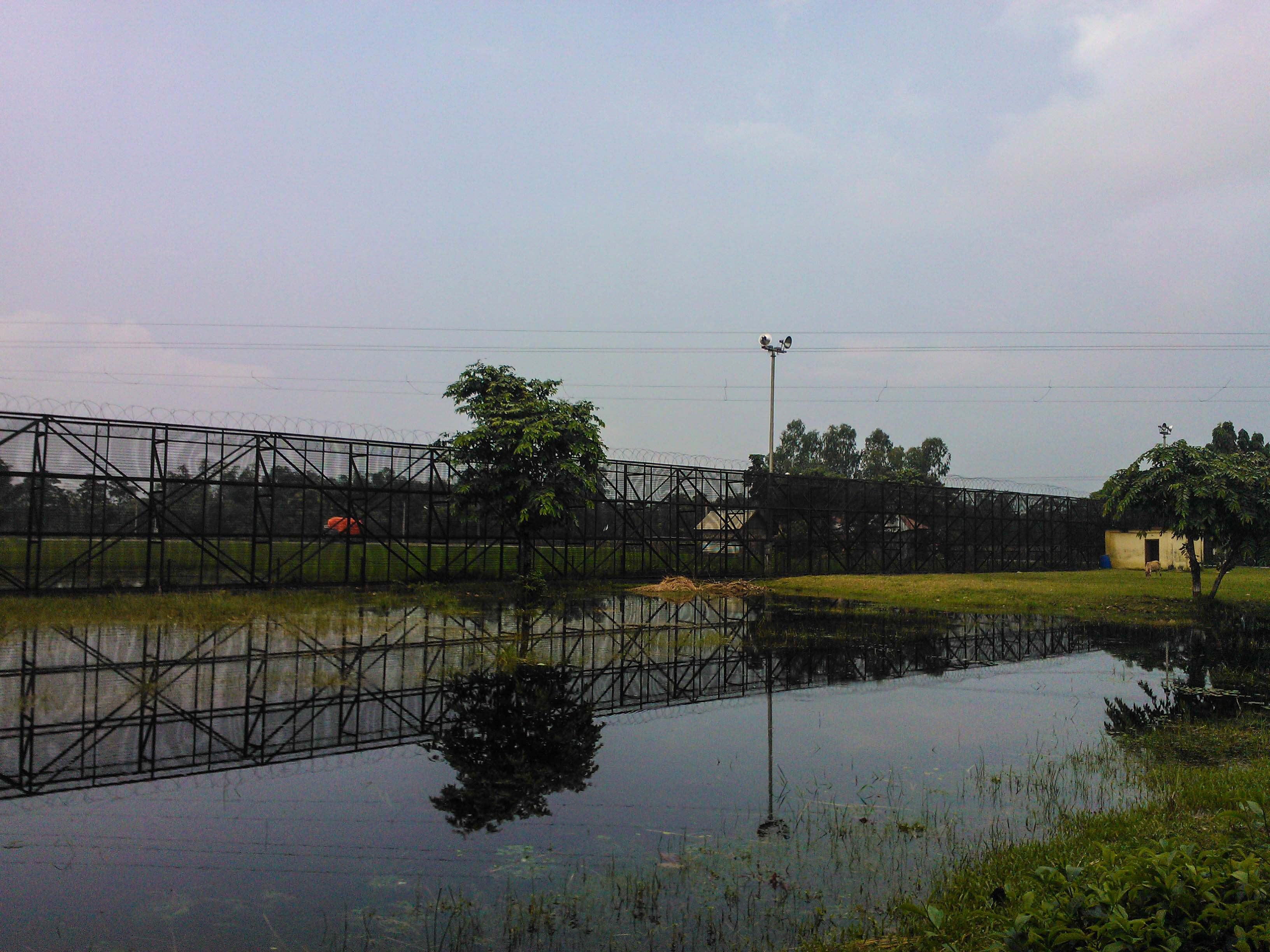
La recinzione lungo il Corridoio Tin Bigha costruita dall'India.

Secondo il trattato Indira Gandhi-Sheikh Mujibur Rahman del 16 maggio 1974, India e Bangladesh avrebbero ceduto la sovranità del corridoio Tin Bigha (178 x 85 metri) e del Berubari meridionale (7,39 km²) tra loro, permettendo così l'accesso alle enclavi Dahagram-Angarpota e alle enclave indiane adiacenti a South Berubari. Il Bangladesh ha consegnato immediatamente la sovranità del piccolo South Berubari. L'India, tuttavia, non ha potuto trasferire il corridoio di Tin Bigha in Bangladesh in quanto richiedeva un emendamento costituzionale che non poteva essere fatto per motivi politici.
Dopo molte proteste del governo del Bangladesh, l'India, invece di consegnare la sovranità nel 2011, ha proposto di affittare il corridoio di Tin Bigha in Bangladesh per un certo periodo. Nel frattempo, il South Berubari sarebbe rimasto sotto sovranità indiana.
La superficie totale della South Berubari Union No.12 è di 22,58 km² di cui 11,29 km² per andare in Bangladesh. L'area delle quattro enclavi di Cooch Behar, che doveva essere ceduto al Bangladesh, era di 6,84 km² (2,64 miglia quadrate), per cui l'area totale da trasferire 18,13 km² . La popolazione dell'area, comprese le quattro enclavi da trasferire, secondo i dati del 1967, era indù al 90%. Le enclavi del Bangladesh, Dahagram e Angorpota, dovevano essere trasferite all'India. La loro superficie totale era di 18,68 km² e, secondo i dati del 1967, oltre l'80% della popolazione era musulmana. Se questo scambio fosse andato a buon fine, avrebbe comportato un cambiamento di nazionalità per la popolazione o la migrazione della popolazione da Dahagram e Angorpota e di South Berubari Union n. 12 e conseguenti gravi problemi di riabilitazione. Vi furono in ogni caso importanti agitazioni da parte della popolazione di Berubari che protestava contro il trasferimento.
L'India manterrà la metà meridionale di South Berubari Union No.12 e le enclavi adiacenti, misurando un'area di 6,8 km² circa, e in cambio il Bangladesh manterrà le enclavi Dahagram e Angorpota. L'India prenderà in affitto a tempo indeterminato per Bangladesh un'area di 178 per 85 metri vicino a 'Tin Bigha' per collegare Dahagram a Panbari Mouza del Bangladesh.

## Etimologia
Tin significa "tre" in bengalese mentre bigha è l'unità di misura locale da 1.500 a 6.771 m².

## Accesso al corridoio

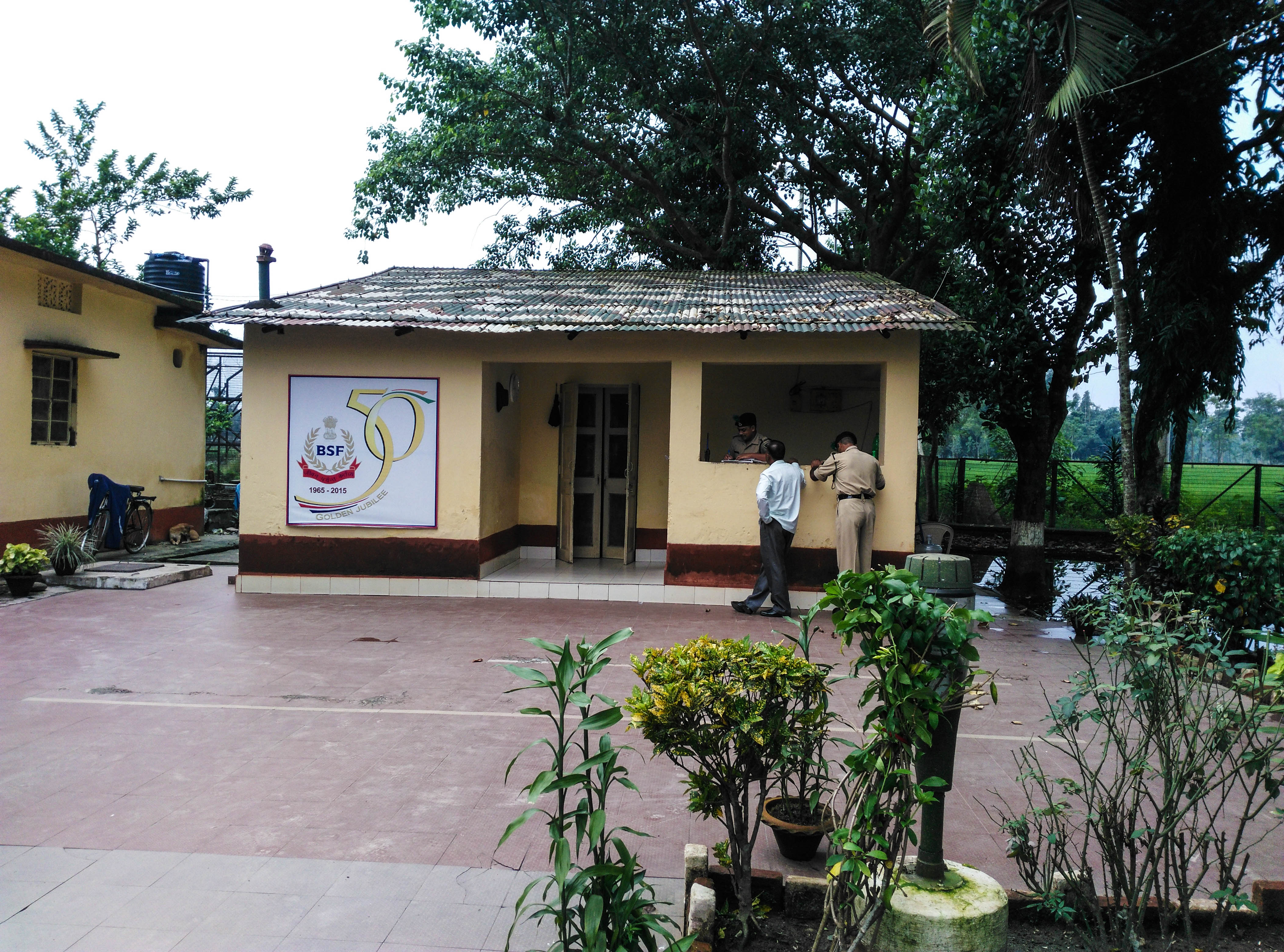
Il posto di polizia indiano nel Corridoio.

In precedenza il corridoio era aperto solo per 12 ore, causando gravi difficoltà agli abitanti dell'enclave, dato che l'enclave non ha ospedali o strutture di polizia.
A seguito di un trattato firmato dai primi ministri dell'India e del Bangladesh il 6 settembre 2011 a Dacca, si è convenuto che il corridoio sarebbe stato aperto per 24 ore affinché il Bangladesh nell'enclave potesse accedere alla resto del Bangladesh.
Il corridoio è stato dichiarato ufficialmente aperto dal primo ministro Sheikh Hasina del Bangladesh il 19 ottobre 2011.

## Infrastrutture
Fino a poco tempo fa, le enclavi non avevano ospedali o scuole.  Il primo ministro del Bangladesh Sheikh Hasina ha inaugurato il Dahagram Hospital da dieci posti letto e il Dahagram Union Parishad Complex il 19 ottobre 2011.

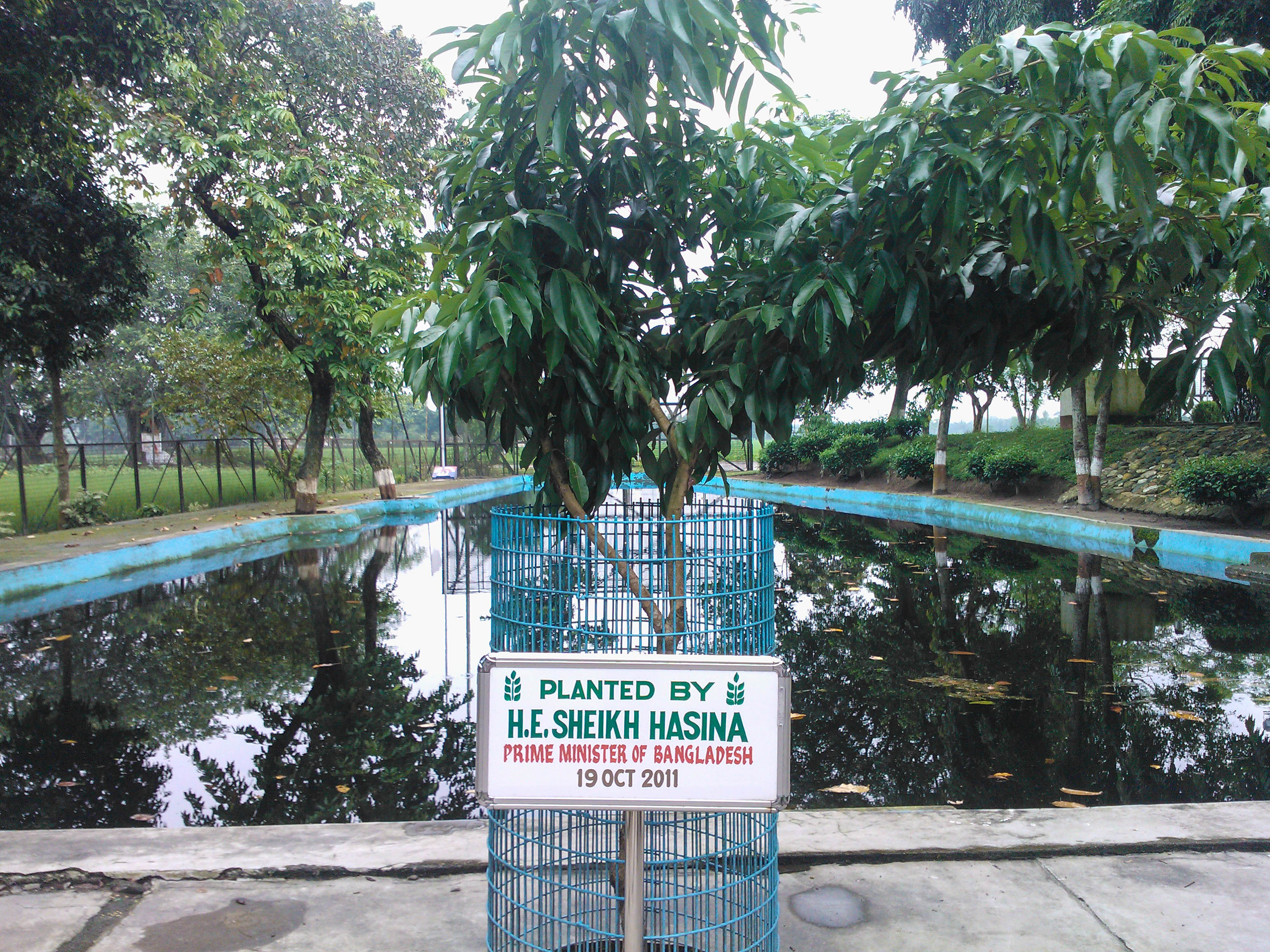
L'albero piantato dal Primo ministro del Bangladesh Sheikh Hasina nel 2011.